# Velolambrus
Velolambrus is een geslacht van kreeftachtigen uit de klasse van de Malacostraca (hogere kreeftachtigen).

## Soorten
- Velolambrus expansus (Miers, 1879)
- Velolambrus tuberculatus (Flipse, 1930)